# كيانبينغ
كيانبينغ هي مدينة من مدن الصين. يبلغ عدد سكانها 699,242 نسمة وذلك حسب إحصائيات سنة 2010 Census. تبلغ مساحتها 1,659 كم².

## المناخ
يظهر الجدول التالي التغييرات المناخية على مدار السنة لكيانبينغ:
| البيانات المناخية لـكيانبينغ                     | البيانات المناخية لـكيانبينغ | البيانات المناخية لـكيانبينغ | البيانات المناخية لـكيانبينغ | البيانات المناخية لـكيانبينغ | البيانات المناخية لـكيانبينغ | البيانات المناخية لـكيانبينغ | البيانات المناخية لـكيانبينغ | البيانات المناخية لـكيانبينغ | البيانات المناخية لـكيانبينغ | البيانات المناخية لـكيانبينغ | البيانات المناخية لـكيانبينغ | البيانات المناخية لـكيانبينغ | البيانات المناخية لـكيانبينغ |
| الشهر                                            | يناير                        | فبراير                       | مارس                         | أبريل                        | مايو                         | يونيو                        | يوليو                        | أغسطس                        | سبتمبر                       | أكتوبر                       | نوفمبر                       | ديسمبر                       | المعدل السنوي                |
| ------------------------------------------------ | ---------------------------- | ---------------------------- | ---------------------------- | ---------------------------- | ---------------------------- | ---------------------------- | ---------------------------- | ---------------------------- | ---------------------------- | ---------------------------- | ---------------------------- | ---------------------------- | ---------------------------- |
| الدرجة القصوى °م (°ف)                            | 28.5 (83.3)                  | 29.3 (84.7)                  | 31.7 (89.1)                  | 33.8 (92.8)                  | 35.2 (95.4)                  | 38.0 (100.4)                 | 39.4 (102.9)                 | 37.8 (100.0)                 | 36.0 (96.8)                  | 35.8 (96.4)                  | 33.3 (91.9)                  | 29.3 (84.7)                  | 39.4 (102.9)                 |
| متوسط درجة الحرارة الكبرى °م (°ف)                | 19.0 (66.2)                  | 20.1 (68.2)                  | 22.5 (72.5)                  | 26.9 (80.4)                  | 30.2 (86.4)                  | 31.7 (89.1)                  | 32.8 (91.0)                  | 32.7 (90.9)                  | 31.3 (88.3)                  | 29.1 (84.4)                  | 25.3 (77.5)                  | 21.0 (69.8)                  | 26.9 (80.4)                  |
| المتوسط اليومي °م (°ف)                           | 15.0 (59.0)                  | 16.2 (61.2)                  | 18.9 (66.0)                  | 23.4 (74.1)                  | 26.5 (79.7)                  | 28.1 (82.6)                  | 28.9 (84.0)                  | 28.7 (83.7)                  | 27.6 (81.7)                  | 25.1 (77.2)                  | 21.1 (70.0)                  | 16.9 (62.4)                  | 23.0 (73.5)                  |
| متوسط درجة الحرارة الصغرى °م (°ف)                | 12.1 (53.8)                  | 13.6 (56.5)                  | 16.4 (61.5)                  | 20.9 (69.6)                  | 23.9 (75.0)                  | 25.6 (78.1)                  | 26.2 (79.2)                  | 26.1 (79.0)                  | 24.8 (76.6)                  | 22.1 (71.8)                  | 17.8 (64.0)                  | 13.7 (56.7)                  | 20.3 (68.5)                  |
| أدنى درجة حرارة °م (°ف)                          | 3.3 (37.9)                   | 3.3 (37.9)                   | 6.9 (44.4)                   | 9.3 (48.7)                   | 17.3 (63.1)                  | 18.3 (64.9)                  | 22.6 (72.7)                  | 22.2 (72.0)                  | 16.9 (62.4)                  | 14.3 (57.7)                  | 8.9 (48.0)                   | 2.5 (36.5)                   | 2.5 (36.5)                   |
| الهطول مم (إنش)                                  | 36.4 (1.43)                  | 66.0 (2.60)                  | 66.6 (2.62)                  | 197.7 (7.78)                 | 267.5 (10.53)                | 334.1 (13.15)                | 269.5 (10.61)                | 294.4 (11.59)                | 195.3 (7.69)                 | 72.0 (2.83)                  | 41.3 (1.63)                  | 29.7 (1.17)                  | 1٬870٫5 (73.63)              |
| متوسط الرطوبة النسبية (%)                        | 71                           | 77                           | 81                           | 82                           | 80                           | 83                           | 80                           | 81                           | 76                           | 69                           | 65                           | 65                           | 76                           |
| المصدر: China Meteorological Data Service Center |                              |                              |                              |                              |                              |                              |                              |                              |                              |                              |                              |                              |                              |

## معرض صور

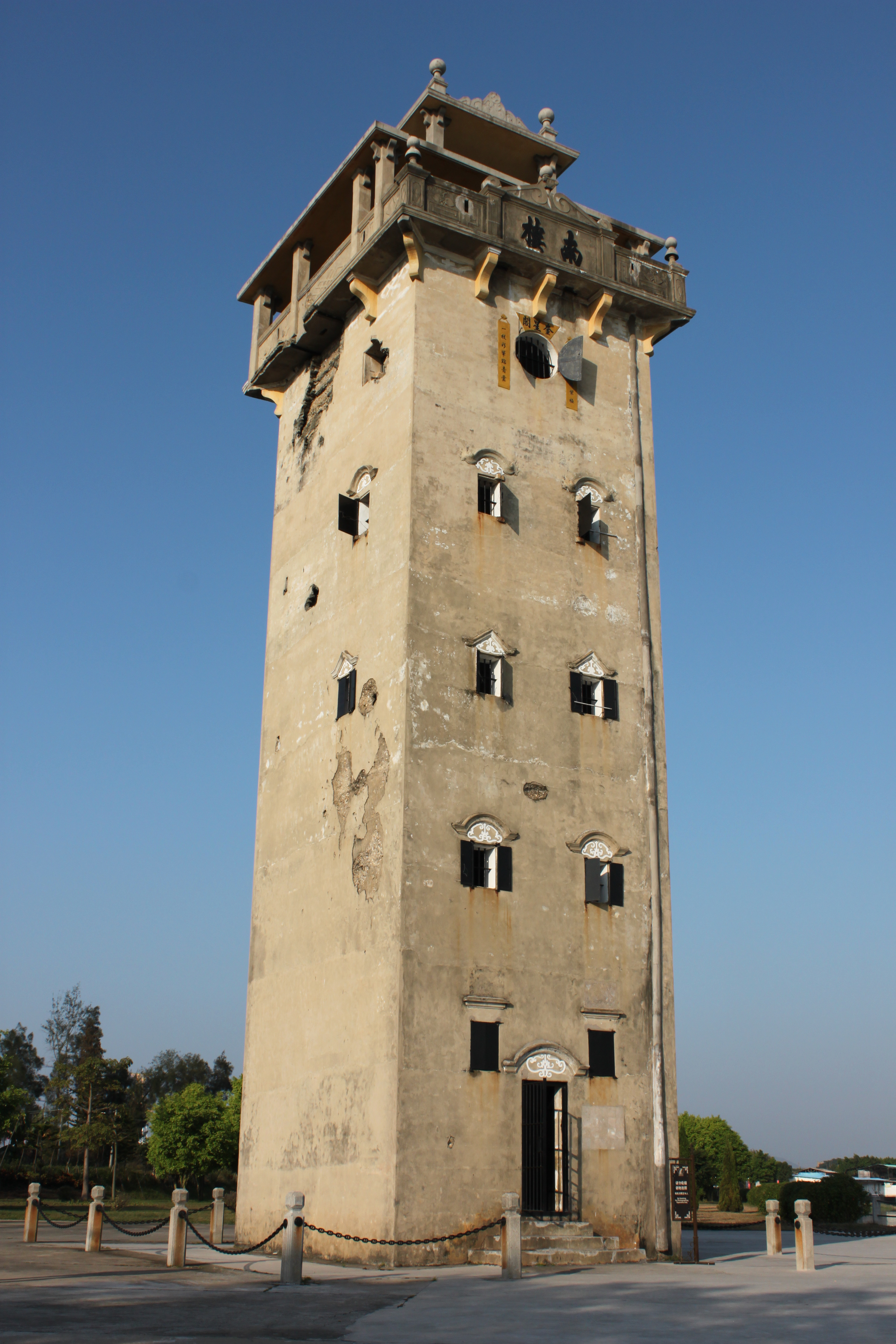
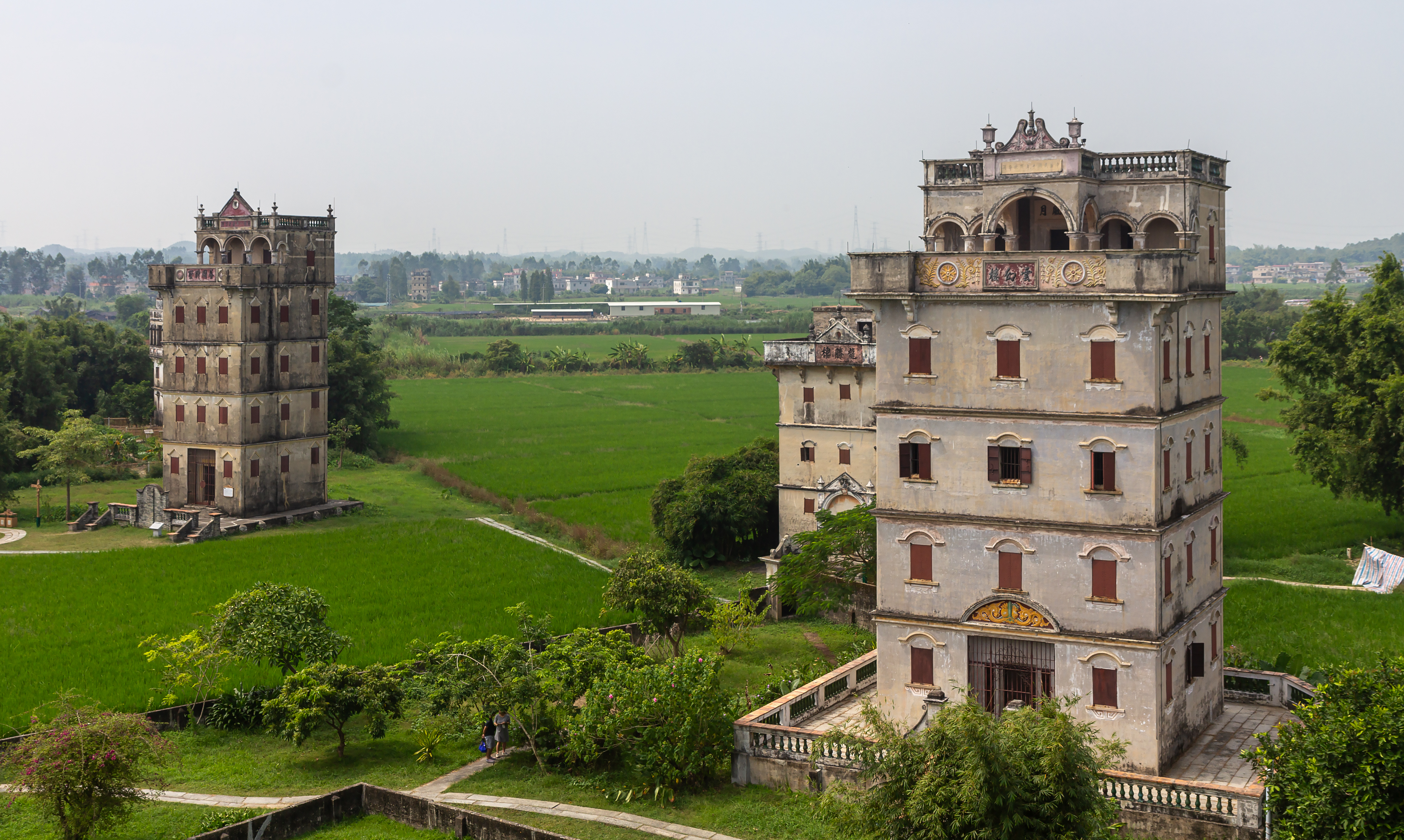
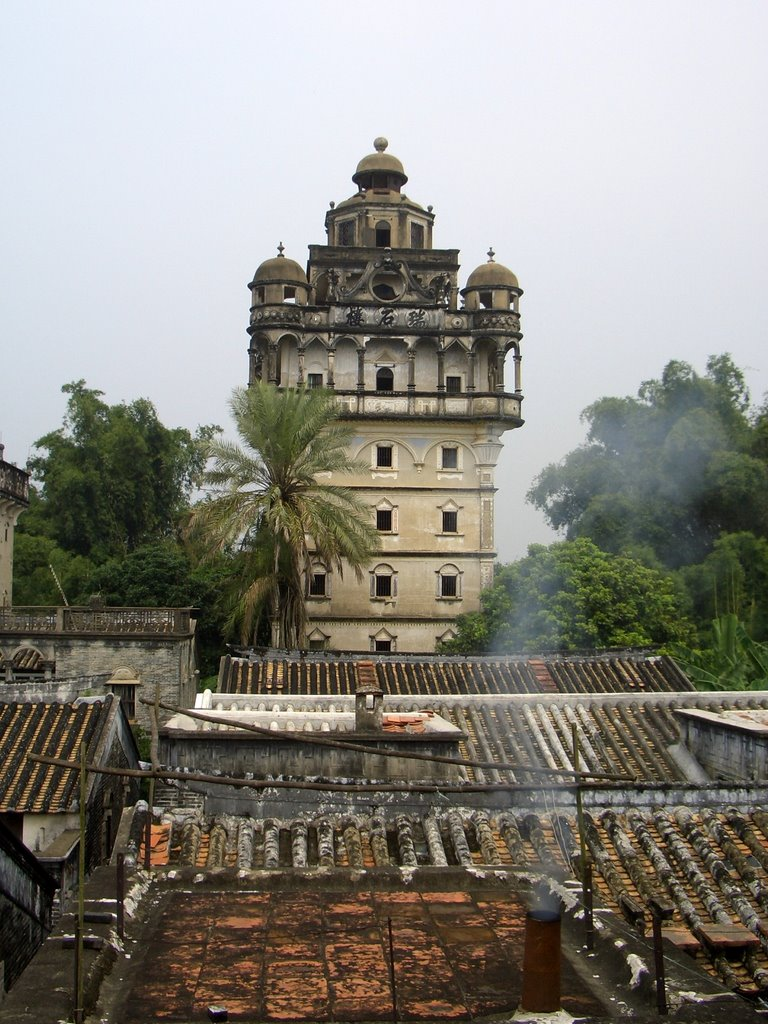
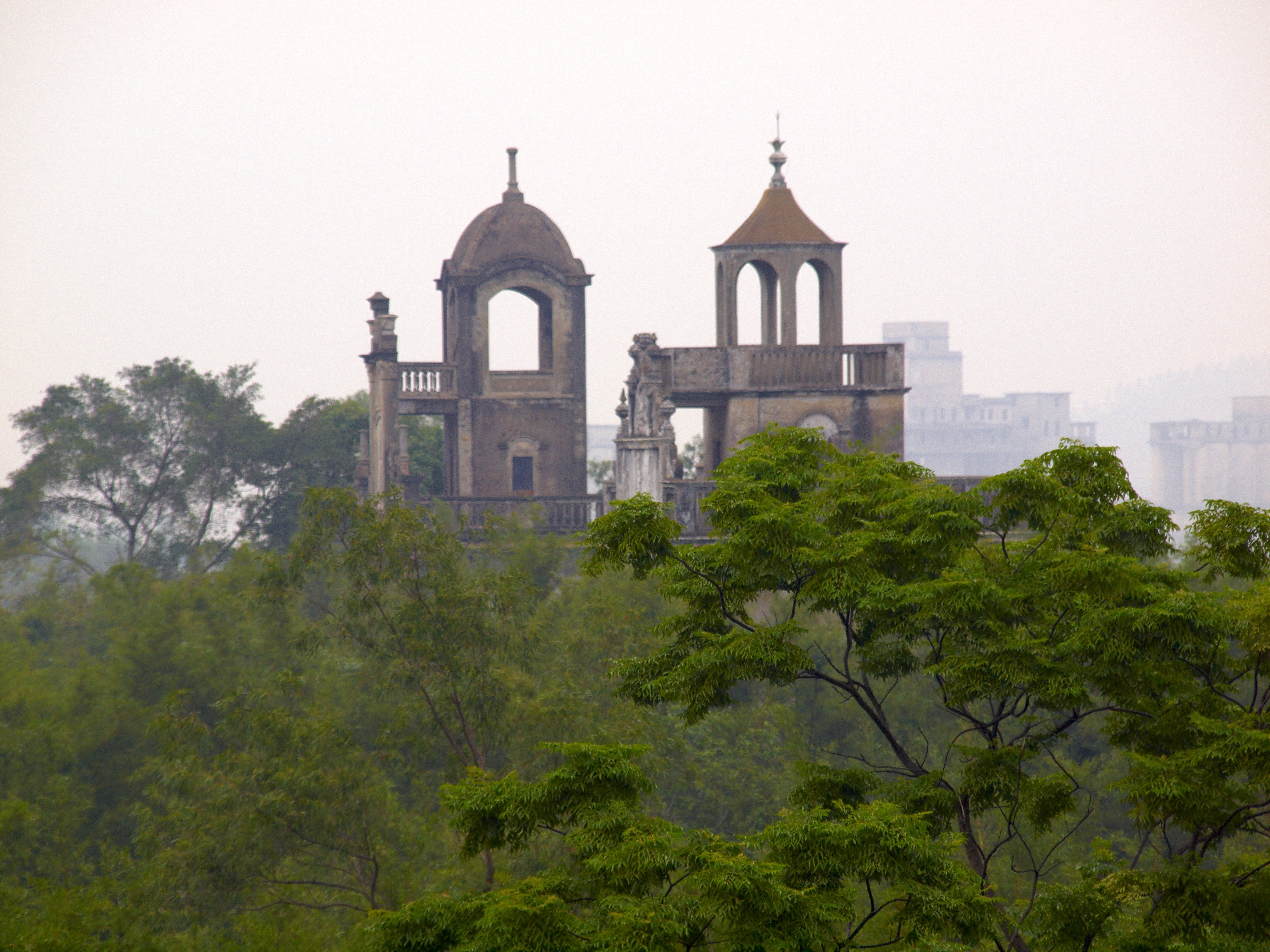